# Léo Roman
 (janvier 2011).
Si vous disposez d'ouvrages ou d'articles de référence ou si vous connaissez des sites web de qualité traitant du thème abordé ici, merci de compléter l'article en donnant les références utiles à sa vérifiabilité et en les liant à la section « Notes et références ».
Léo Roman, né Léon Léopold Roman à Nice le 20 avril 1897 et mort le 7 janvier 1995 à Antibes, est l'inventeur du ski nautique dans la baie de Juan les Pins.

## Biographie
Il participe à la Grande Guerre (à 18 ans) et prend part à la bataille des Dardanelles[réf. nécessaire].
Après la guerre, il fonde le Boxing Club de Nice, et est sacré champion de France en 1921 en poids welters[réf. nécessaire].
D'abord professeur de ski alpin, l'idée lui vint en 1931 d'utiliser ces skis et de se faire tirer par un canot à moteur; mais il s'enfonce dans l'eau, les bateaux n'étant pas suffisamment puissants à l'époque. Il a alors l'idée de créer des skis plus longs et plus larges, qui dépassent trois mètres. L'invention est désormais au point, et petit à petit les skis sont transformés et améliorés.
Il voyage un peu partout à travers le monde pour présenter son invention. Il est fait citoyen d'honneur de Miami aux États-Unis. Le maire de Cypress Garden lui remet les clés de sa ville. 
Il fonde la première école de France de ski nautique à Juan les Pins, ville alors réputée dans les années 1930 au tourisme d'élite : familles royales, vedettes de cinéma, champions sportifs... Il est ainsi le professeur de nombreuses vedettes dont Tino Rossi ou Michèle Morgan. Son école obtient quatre titres de champions du monde[réf. nécessaire].
En 1968, il est le capitaine de l'équipe de France de Ball-trap aux jeux olympiques de Mexico[réf. nécessaire].
Il consacre ensuite la fin de sa vie à des œuvres caritatives.
Il reçoit de nombreuses récompenses : il est fait Commandeur du Mérite sportif, reçoit la Croix de Guerre avec palmes. Il est également promu au rang de Chevalier de la Légion d'honneur[réf. nécessaire].